# 美兰区
美兰区是中国海南省海口市所辖的一个市辖区。前身为振东区，海口最老的城区大部分位于该区。區人民政府駐群上路1號。

## 行政区划
美兰区下辖9个街道办事处、4个镇：
海府街道、蓝天街道、博爱街道、海甸街道、人民路街道、白龙街道、和平南街道、白沙街道、新埠街道、灵山镇、演丰镇、三江镇、大致坡镇、国营桂林洋农场和罗牛山农场。

## 人口
根據第七次全国人口普查2020年11月1日，美蘭區常住人口853013人，與2010年第六次全國人口普查的623653人相比，十年共增加229360人，增長36.78%，年平均增長率為3.18%。全區人口中，男性為439047人，佔51.47%；女性為413966人，佔48.53.%。總人口性別比（以女性為100，男性對女性的比例）由2010年第六次全國人口普查的104.37上升到106.06。居住在城鎮的人口為704268人，佔82.56%；居住在鄉村的人口為148745人，佔17.44%。與2010年第六次全國人口相比，城鎮人口增加了216447人，鄉村人口增加了12913人，城鎮人口提高了4.34個百分點。

## 交通
- 美兰站：海南環島高速鐵路、海口市郊鐵路
- 美兰机场
- 海琼高速、 海口绕城高速公路、 223国道

## 风景名胜
- 白沙門公園
- 海甸岛

## 自然保护区
- 海南东寨港红树林自然保护区：位于美兰区演丰镇的东寨港，是中国建立的第一个红树林保护区。